# Лепушань
Лепушань, Лепушані (рум. Lăpușani) — село у повіті Арджеш в Румунії. Входить до складу комуни Кошешть.
Село розташоване на відстані 124 км на північний захід від Бухареста, 29 км на північ від Пітешть, 121 км на північний схід від Крайови, 83 км на південний захід від Брашова.

## Населення
За даними перепису населення 2002 року у селі проживали 358 осіб. Усі жителі села рідною мовою назвали румунську.
Національний склад населення села:
| Національність | Кількість осіб | Відсоток |
| -------------- | -------------- | -------- |
| румуни         | 300            | 83,8%    |
| цигани         | 58             | 16,2%    |